# Тібор Чернаї
Тібор Чернаї (угор. Csernai Tibor; 3 грудня 1938, Піліс — 11 вересня 2012, Татабанья) — угорський футболіст, що грав на позиції нападника.
Виступав, зокрема, за клуб «Татабанья», а також олімпійську збірну Угорщини.

## Клубна кар'єра
У дорослому футболі дебютував 1958 року виступами за команду клубу БВСК, в якій провів два сезони. З 1960 по 1962 роки виступав у складі «Озді Когаш». 
1962 року перейшов до клубу «Татабанья», за який відіграв 8 сезонів. В 1964 та 1966 роках у складі клубу ставав бронзовим призером угорського чемпіонату. Завершив професійну кар'єру футболіста виступами за команду «Татабанья» у 1970 році.
Помер 11 вересня 2012 року на 74-му році життя у місті Татабанья.

## Виступи за збірну
У складі збірної Угорщини взяв участь в Олімпійських іграх 1964 року в Японії і став олімпійським чемпіоном. Всього він взяв участь в чотирьох матчах, в тому числі в матчі групового турніру проти Югославії (6:5), в яких забив 4 м'ячі, а в чвертьфіналі проти Румунії (2:0) забив обидва голи своєї команди.

## Досягнення
- Чемпіонат Угорщини
  -  Бронзовий призер (2): 1964, 1966

- Літні Олімпійські ігри
  -  Чемпіон (1): 1964

## Особисте життя
Старший брат - Паль Чернаї, також грав за збірну Угорщини з футболу.